# 彩星集團大廈
彩星集團大廈（英語：The Toy House），是香港一座商業大廈，位於九龍尖沙咀廣東道100號，於1994年落成。大廈由彩星集團持有，樓高23層，低層為商場，高層則為寫字樓。大廈西面是太子酒店，東面是九龍公園徑及九龍公園。
1996年無綫電視劇集《天地男兒》劇中的「華業銀行」則以此商廈取景。
2011年中，市場流傳蘋果公司的Apple Store以巨額承租位於大廈地庫、地鋪至三樓，合共3,8859方呎，租金約1100萬元，作為Apple Store九龍區第二間分店的選址，該分店於2015年7月30日開業。其特色在於店外的巨型單塊玻璃幕牆沒有任何支撐結構，屬全球獨有，並新增全亞洲獨有的音響區。